# Nowa Zelandia na Zimowych Igrzyskach Olimpijskich 1984
Nowozelandzka reprezentacja na Zimowych Igrzyskach Olimpijskich 1984 liczyła sześcioro sportowców – dwie kobiety i czterech mężczyzn – którzy wystąpili w jednej z dziesięciu dyscyplin, które Międzynarodowy Komitet Olimpijski włączył do kalendarza igrzysk. Chorążym reprezentacji był Markus Hubrich.
Wszyscy zawodnicy wystartowali w zawodach narciarstwa alpejskiego i dla każdego z nich był to debiut na igrzyskach olimpijskich. Najmłodszym reprezentantem Nowej Zelandii był niespełna osiemnastoletni Mattias Hubrich, najstarszą zaś mająca dwadzieścia jeden lat Kate Rattray.
Nowozelandzki Komitet Olimpijski, powstały w 1911 roku i uznany przez MKOl w roku 1919, po raz pierwszy wysłał zawodników na zimowe igrzyska w 1952 roku, następnie w roku 1960, a od 1968 roku sportowcy z tego kraju regularnie uczestniczą w tych zawodach. Igrzyska w Sarajewie były zatem siódmym startem Nowozelandczyków – w poprzednich sześciu występach reprezentanci tego kraju nie zdobyli żadnego medalu. 
Jedynym zawodnikiem, któremu udało się uplasować w pierwszej piętnastce swojej konkurencji, był Markus Hubrich. Jego czternasta lokata w slalomie była jednocześnie najlepszym wynikiem w historii występów Nowozelandczyków na zimowych igrzyskach olimpijskich w narciarstwie alpejskim.
Skład sportowców biorących udział w zawodach sportowych uzupełniło także 23 członków jury i sędziów sportowych, trzech operatorów kamery, jeden dziennikarz i sześciu innych oficjeli.

## Wyniki

### Narciarstwo alpejskie
Wszyscy reprezentanci Nowej Zelandii na tych igrzyskach – dwie kobiety i czterech mężczyzn – wystartowali w narciarstwie alpejskim. Wzięli oni udział we wszystkich trzech konkurencjach zaliczając łącznie dziewięć startów.
Spośród nich na stoku jako pierwsza zaprezentowała się Kate Rattray, która 13 lutego startowała w slalomie gigancie. Po pierwszym przejeździe zajmowała 42. lokatę, drugiego przejazdu jednak nie ukończyła i nie została sklasyfikowana. Dzień później w tej samej konkurencji rywalizowali mężczyźni. Markus Hubrich w obu przejazdach zanotował 30. czas, co ostatecznie dało mu 29. miejsce, Simon Wi Rutene z 41. i 35. czasem został natomiast sklasyfikowany na 36. pozycji. Złote medale zdobyli Amerykanka Debbie Armstrong i Szwajcar Max Julen.
16 lutego w zjeździe wystąpił Bruce Grant. Jego czas był o 4,4 sekundy słabszy od triumfatora tej konkurencji, Billa Johnsona, i dał mu 31. miejsce. Cztery pozycje niżej uplasował się zaś drugi reprezentant kraju, Markus Hubrich. Nieco wyższe pozycje zajęły w rozegranych tego samego dnia zawodach kobiet obie Nowozelandki. W swoim jedynym starcie na igrzyskach Christine Grant zaliczyła 26. czas przejazdu, Kate Rattray natomiast była 29. W gronie trzydziestu dwóch zawodniczek najlepsza okazała się Szwajcarka Michela Figini.
Na starcie slalomu 19 lutego prócz Markusa Hubricha stanął jego brat Mattias. W swojej trzeciej konkurencji Markus Hubrich zaliczył najlepszy występ spośród Nowozelandczyków – po 25. czasie pierwszego przejazdu w drugim był czternasty i taką pozycję zajął również w klasyfikacji końcowej. Mattias Hubrich zanotował 29. i 20. czasy przejazdów i ostatecznie został sklasyfikowany na 17. lokacie. W zawodach, których nie ukończyła ponad połowa zgłoszonych sportowców, triumfował Amerykanin Phil Mahre.
Mężczyźni
- Bruce Grant
- Markus Hubrich
- Mattias Hubrich
- Simon Wi Rutene

| Wydarzenie    | Zawodnik        | Zjazd 1. | Msc. 1. | Zjazd 2. | Msc. 2. | Suma    | Miejsce |
| ------------- | --------------- | -------- | ------- | -------- | ------- | ------- | ------- |
| Slalom gigant | Markus Hubrich  | 1:25,81  | 30.     | 1:26,98  | 30.     | 2:52,79 | 29.     |
| Slalom gigant | Simon Wi Rutene | 1:30,13  | 41.     | 1:28,97  | 35.     | 2:59,10 | 36.     |
| Zjazd         | Bruce Grant     | 1:49,94  | —       | —        | —       | —       | 31.     |
| Zjazd         | Markus Hubrich  | 1:50,77  | —       | —        | —       | —       | 35.     |
| Slalom        | Markus Hubrich  | 56,75    | 25.     | 52,78    | 14.     | 1:49,53 | 14.     |
| Slalom        | Mattias Hubrich | 58,63    | 29.     | 55,73    | 20.     | 1:54,36 | 17.     |

Kobiety
- Christine Grant
- Kate Rattray

| Wydarzenie    | Zawodniczka     | Zjazd 1. | Msc. 1. | Zjazd 2. | Msc. 2. | Suma | Miejsce |
| ------------- | --------------- | -------- | ------- | -------- | ------- | ---- | ------- |
| Slalom gigant | Kate Rattray    | 1:14,67  | 42.     | DNF      | DNF     | –    | nkl.    |
| Zjazd         | Christine Grant | 1:17,52  | —       | —        | —       | —    | 26.     |
| Zjazd         | Kate Rattray    | 1:20,18  | —       | —        | —       | —    | 29.     |